# Serica brunnea
Espèce
Serica brunnea est une espèce d'insectes coléoptères de la famille des Scarabaeidae, de la sous-famille des Melolonthinae (anciennement de la sous-famille des Sericinae). C'est la seule espèce du genre Serica en Europe.

## Synonymie
Certaines classifications considèrent la tribu Sericini synonyme de la sous-famille Sericinae et aussi de la famille Sericidae.

## Description
Ce coléoptère long d'environ 10 mm ressemble à un petit hanneton aux élytres très striés, brun jaunâtre. Les antennes se terminent par trois articles en éventail.

## Biologie
Les adultes volent de juin à août et sont attirés par les lumières. Les larves se nourrissent de racines dans des terrains sableux.